# Nyctophilus nebulosus
Nyctophilus nebulosus — вид ссавців родини лиликових. 

## Проживання, поведінка
Країни поширення: Нова Каледонія. Відомий лише по кільком зразкам. Типова місцевість знаходиться на 430 м над рівнем моря. Знайдений на галявинах у високому лісі. 

## Загрози та охорона
Доступні місця проживання цього виду перебувають під загрозою міської забудови і лісових пожеж.